# 14e Gemotoriseerde Korps (Wehrmacht)
Het 14e Gemotoriseerde Korps (Duits: Generalkommando XIV. Armeekorps (mot.)) was een Duits legerkorps van de Wehrmacht tijdens de Tweede Wereldoorlog. Het korps kwam in actie in Polen in 1939, in het westen in 1940, in Joegoslavië in april 1941 en bij de aanval op de Sovjet-Unie in 1941/42. Het werd in de zomer van 1942 omgevormd tot Pantserkorps.

## Krijgsgeschiedenis

### Oprichting
Het 14e Gemotoriseerde Korps werd opgericht op 1 april 1938 Magdeburg in Wehrkreis XI.

### 1938/39

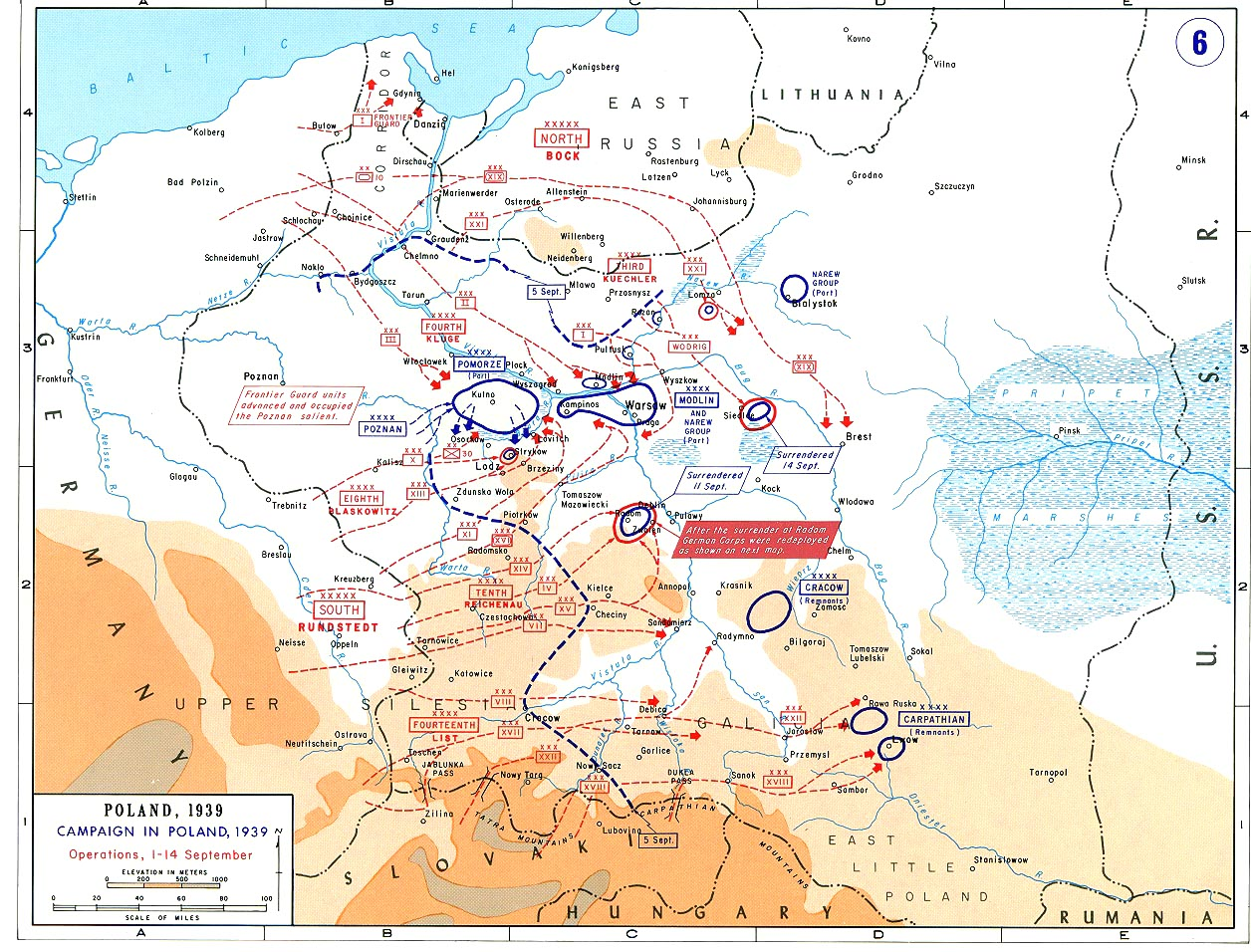
De eerste fase van de aanval op Polen

Het korps maakt deel uit van de troepen die de rest van Tsjechië binnenrukten.

Na mobilisatie op 1 augustus 1939 werd het korps ingezet als onderdeel van het 10e Leger in de aanval op Polen (Fall Weiss). Met onder bevel de 13e en 29e Gemotoriseerde Divisies, rukte het korps op naar de Weichsel tussen Dęblin en Kozienice om vervolgens mee te helpen de Radom-pocket te sluiten, tot 9 september. In de tweede campagnefase bleef het korps in de buurt van Radom. Medio oktober 1939 werd het korps naar het westen verplaatst. In december 1939 maakte het korps deel uit van het 16e Leger tijdens de Schemeroorlog, gelegerd in het Trier-gebied.

### 1940
In januari 1940 was het korps OKH-reserve rond Wetzlar. Tijdens de westerse campagne in mei 1940 (Fall Gelb) was het korps geconcentreerd in de Ardennen achter het 12e Leger als reserve van de Panzergruppe Kleist. Nog steeds beschikkend over de 13e en 29e Gemotoriseerde Divisies. Oprukkend door de Ardennen via Sedan en Namen bereikte het korps (optredend als flankdekking voor de Pantserkorpsen) op 23 mei Amiens. Hier bouwde het een front naar het zuiden en een bruggenhoofd over de Somme. De volgende dag werden verschillende Britse aanvallen afgeslagen. Eind mei was het korps in actie in de Slag om Duinkerke. In de tweede aanvalsfase in juni 1940 (Fall Rot) rukte het korps uit het bruggenhoofd Amiens op naar het zuiden. Daarna volgde een rokade naar het oosten en vandaar naar de Seine, die op 15 juni overgestoken werd westelijk van Romilly-sur-Seine. Op 18 juni werd bij Nevers de Loire overgestoken. Vanaf daar ging het, wijd uitgespreid, naar het zuidoosten. Vervolgens werd het korps een stuk teruggetrokken en rukte vervolgens op richting de Spaanse grens. Tot aan de wapenstilstand bereikte het korps het gebied rond Angoulême. Daarna werd het korps verplaatst naar Le Creusot en op 19 juli werd het stafkwartier naar Autun verlegd. Tussen juli en september lag het korps in het gebied Orléans en in oktober 1940 volgde een verplaatsing naar Polen.

### 1941

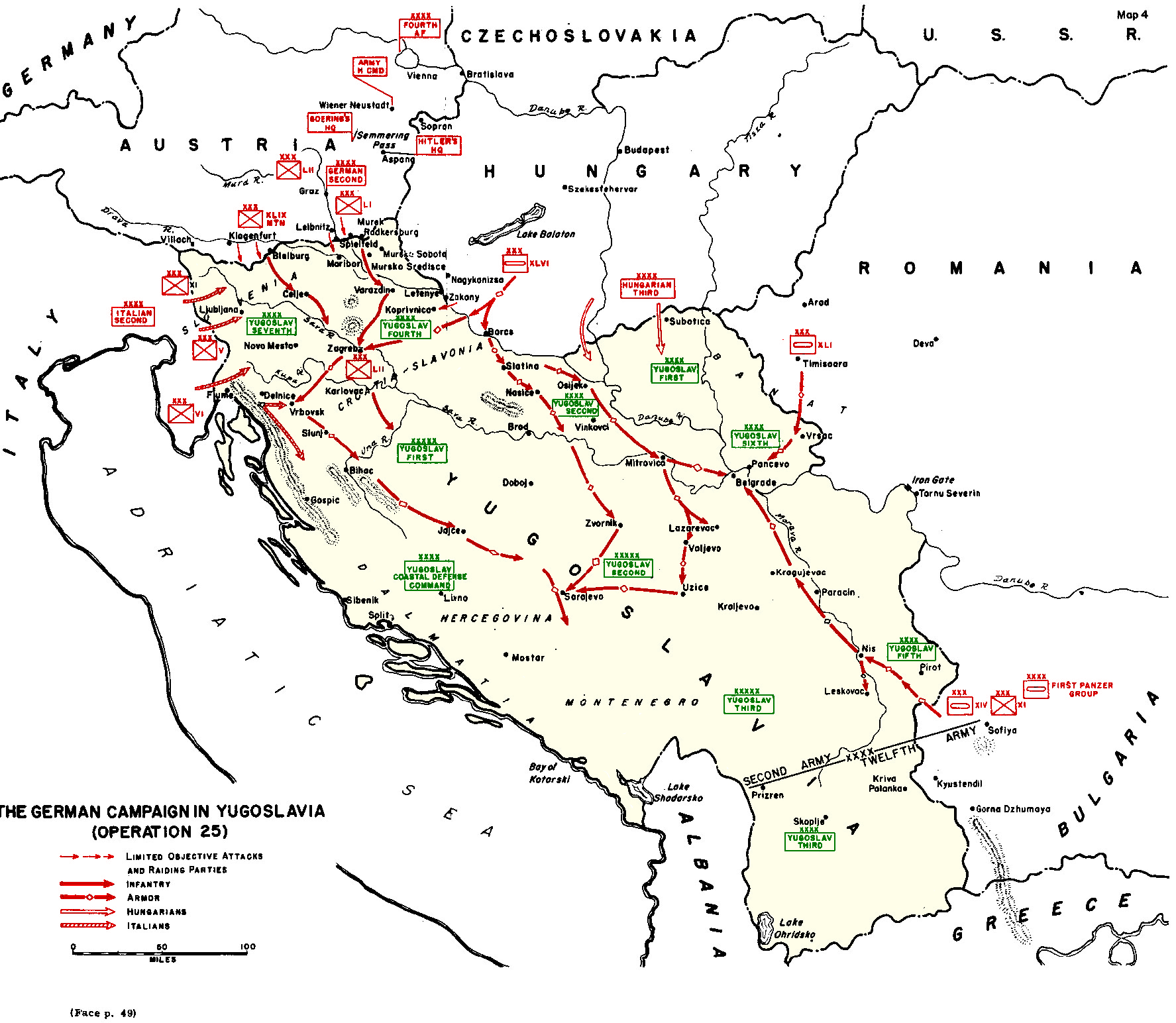
Invasie van Joegoslavië

Vanaf januari 1941 werd het korps overgebracht naar Roemenië met het 12e Leger en nam het deel aan de Invasie van Joegoslavië in april. Het korps vielen vanuit het westen van Bulgarije ten noordwesten van Sofia over de Zuidelijke Morava aan. De 60e Gemotoriseerde Divisie, tezamen met de 5e en 11e Pantserdivisies, rukten via Pirot Servië binnen. Via Niš werd kort daarna Belgrado bereikt. Het korps werd na een kort verblijf bij het 2e Leger voor de aanval op de Sovjet-Unie verplaatst naar Galicië. Op 22 juni, bij het begin van Operatie Barbarossa, voerde het korps het bevel over de 9e Pantserdivisie en SS-Division "Wiking". Het korps kwam achter Panzergruppe 1 aan via Annopol. Tijdens de tankslag van Lizk-Dubno eind juni, voerde het korps verdedigende gevechten bij Złoczów tegen Sovjettankeenheden. Op 2 juli werd Tarnopol ingenomen en op 7 juli de Stalinlinie doorbroken. Nadat het korps op 16 juli Belaja Tserkov bereikite, draaide het naar het zuiden en nam vervolgens deel aan de omsingelingsslag om Oeman, die tot 8 augustus zou duren. De verder opmars volgde naar Pervomaisk en op 16 augustus werd Kryvy Rih ingenomen. Twee dagen later werd de Dnjepr bereikt bij Dnepropetrovsk. Daarna draaide het korps naar het noorden, stak de Dnjepr over bij Krementsjoek op 11 september en nam vervolgens deel aan de omsingelingsslag om Kiev, die tot 26 september duurde. Het korps voerde hier samen met het 48e Gemotoriseerde Korps de aanval naar het noorden in en beschikte hiervoor over de 9e Pantserdivisie en de 16e en 25e Gemotoriseerde Divisies. Op 15 september werd contact gemaakt met Panzergruppe 2 bij Lokhvitsa en daarmee was de omsingeling gesloten. Verschillende uitbraakpogingen van de Sovjets werden afgeweerd. Het korps rukte vervolgens via Tsarichanka- Majatschka op naar Novomoskovsk, dat op 27 september bereikt werd. Op 2 oktober had het korps, als deel van de Slag om de Zee van Azov het gebied noordwestelijk van Orekhov bereikt. Een week later had het korps door zijn opmars de omsingeling bij de Zee van Azov gesloten, met de 16e Pantserdivisie, de 60e Gemotoriseerde Divisie en SS-Division "Wiking". Na afloop van deze slag stootte het korps door naar de Kalmioes bij Staraya Karan en stuurde daarna de 16e Pantserdivisie naar Mikhailovskaya, Wiking naar Pavlopol en de 60e Gemotoriseerde Divisie naar het gebied ten oosten van Marioepol. In november leidde het korps de noordelijke aanval richting Rostov, maar werd door het winteroffensief van de Sovjets tot de terugtocht gedwongen. Het korps verdedigde in de winter 1941/42 de stellingen aan de zuidelijke Mius.

### 1942
Vanaf januari 1942 verdedigde het korps de Mius ten noorden van Taganrog tot juni 1942. In juni 1942 werd de Staf ook als “Gruppe von Wietersheim” betiteld.

Het 14e Gemotoriseerde Korps werd op 21 juni 1942 aan de Mius in Oekraïne omgevormd in het 14e Pantserkorps. Dit was vlak voor de start van het Duitse zomeroffensief.

## Bovenliggende bevelslagen
| Leger                | Legergroep       | Plaats/regio              | Begin              | Eind               |
| -------------------- | ---------------- | ------------------------- | ------------------ | ------------------ |
| 10. Armee            | Heeresgruppe Süd | Polen                     | 1 september 1939   | begin oktober 1939 |
| 8. Armee             | ??               | Polen                     | begin oktober 1939 | 7 oktober 1939     |
| Grenzabschnitt Mitte | ??               | Polen                     | 8 oktober 1939     | medio oktober 1939 |
| ??                   | ??               | westen                    | medio oktober 1939 |                    |
| 16. Armee            | Heeresgruppe A   | Trier                     | december 1939      |                    |
| direct onder bevel   | OKH              | Wetzlar                   | januari 1940       |                    |
| 12. Armee            | Heeresgruppe A   | Ardennen, Noord-Frankrijk | 9 mei 1940         | 19 mei 1940        |
| 4. Armee             | Heeresgruppe A   | Noord-Frankrijk           | 19 mei 1940        | 30 mei 1940        |
| 18. Armee            | Heeresgruppe B   | Noord-Frankrijk           | 31 mei 1940        | 2 juni 1940        |
| 6. Armee             | Heeresgruppe B   | Noord-Frankrijk           | 2 juni 1940        | 13 juni 1940       |
| 12. Armee            | Heeersgruppe A   | Midden-Frankrijk          | 14 juni 1940       | juli 1940          |
| 2. Armee             | Heeresgruppe C   | Orléans                   | juli 1940          | september 1940     |
| 12. Armee            | Heeresgruppe B   | Polen                     | september 1940     | december 1940      |
| 12. Armee            | OKH              | Roemenië, Bulgarije       | januari 1941       | april 1941         |
| Panzergruppe 1       | OKH              | Servië                    | april 1941         | april 1941         |
| 2. Armee             | OKH              | Heimat                    | mei 1941           | juni 1941          |
| Panzergruppe 1       | Heeresgruppe Süd | Tarnopol, Kiev, Oekraïne  | 22 juni 1941       | 25 oktober 1941    |
| 1. Panzerarmee       | Heeresgruppe Süd | Oekraïne, Rostov, Mius    | 25 oktober 1941    | juni 1942          |
| direct onder bevel   | Heeresgruppe Süd | Mius                      | juni 1942          | 21 juni 1942       |

## Commandanten
| Rang                   | Naam                         | Begin        | Eind         |
| ---------------------- | ---------------------------- | ------------ | ------------ |
| General der Infanterie | Gustav Anton von Wietersheim | 1 april 1938 | 21 juni 1942 |